# Луверо
Луверо (англ. Luweero) — город и муниципалитет в Уганде. Административный центр одноимённого округа в Центральной области. Расположен в Восточно-Африканской рифтовой долине, в междуречье Лугого и Лубеноже, к югу от города Накасонгола и в 75 км к северу от столицы — города Кампала.
Через город проходит всепогодное асфальтированное шоссе в Масинди.
Луверо входит в епархию Касаны–Луверо архиепархии Кампалы Католической церкви. Город является центром диоцеза Луверо Церкви Уганды.